# Nurse Love Syndrome
Hakuisei ren'ai shōkōgun (白衣性恋愛症候群? lett. "Sindrome amorosa da camice bianco") è una visual novel yuri, che ha per protagoniste delle giovani infermiere, pubblicata nel 2011 in Giappone per PlayStation Portable.
Un'edizione ampliata, Hakuisei ren'ai shōkōgun Re:Therapy, è stata pubblicata in Giappone nel 2012, oltre che per PlayStation Portable, anche per PC e PlayStation Vita (per quest'ultima solo in versione digitale).
Una nuova versione rimasterizzata, con migliorie grafiche, è stata annunciata nel febbraio 2019, oltre che per PC e PS Vita, anche per Nintendo Switch, e nell'aprile dello stesso anno è distribuita internazionalmente con il titolo Nurse Love Syndrome.
Un sequel con personaggi differenti, Hakuisei aijō izonshō, è stato pubblicato nel 2015 ed è uscito l'anno successivo in Occidente con il titolo Nurse Love Addiction.

## Trama
Finiti gli studi, Kaori inizia a lavorare in ospedale come infermiera, trovando come collega di lavoro Nagisa, che era la sua migliore amica ai tempi delle superiori. Le due alloggiano in un dormitorio riservato al personale dell'ospedale e Nagisa passa spesso la serata a bere e a chiacchierare con Kaori. Sul posto di lavoro la capo-infermiera Hatsumi è molto severa con entrambe e affida a Nagisa, che ha iniziato a lavorare l'anno prima, la responsabilità di seguire Kaori. Una collega esperta, Yasuko, prende spesso in giro Kaori ma la aiuta a sopportare le frustrazioni sul lavoro, invitandola a più riprese nella propria camera dove la coinvolge nella creazione di fumetti. Al lavoro Kaori stringe amicizia con una giovane paziente, Ami, gentile e allegra, che ha l'hobby di suonare uno strumento a tastiera, ma in seguito le viene affidata come paziente Sayuri, che ha un carattere estremamente scontroso e irritabile. Nel reparto vi è inoltre Mayuki, una misteriosa paziente che ha l'aspetto di una bambina ma le conoscenze e i modi di un'adulta.
Kaori ha constatato sin da bambina che le sue mani paiono avere poteri taumaturgici e difatti mentre assiste alcuni malati questi affermano di sentirsi meglio dopo essere stati toccati da lei. Spesso di notte Kaori è tormentata da un incubo ricorrente, in cui rivive un incidente che ha avuto da bambina, quando è stata investita da un'auto; nei suoi sogni compare inoltre una bambina simile a lei che le fa discorsi difficili da comprendere. Kaori scopre infine che la bambina che compare nei suoi sogni è la sua migliore amica d'infanzia, Hazuki, morta in un incidente che le ha coinvolte entrambe. A Kaori sono stati trapiantati gli organi di Hazuki, che aveva poteri paranormali, quindi una parte dei poteri sono passati a lei e Hazuki continua a vivere in lei aiutandola in varie occasioni. Inoltre Hazuki era la sorella minore di Hatsumi, per questo Kaori vede istintivamente la capo-infermiera come una sorella maggiore.

## Doppiaggio
| Personaggio       | Voce originale |
| ----------------- | -------------- |
| Kaori Sawai       | Kana Asumi     |
| Nagisa Fujisawa   | Yōko Hikasa    |
| Hatsumi Ōtsuka    | Eri Kitamura   |
| Yasuko Yamanouchi | Yumi Hara      |
| Sayuri Sakai      | Asami Imai     |
| Ami Asada         | Manabi Mizuno  |
| Mayuki Wakamoto   | Ayane Sakura   |
| Kohaku            | Ayano Yamamoto |
| Clarice           | Ai Kakuma      |